# Бернадя
Бернадя (рум. Bernadea) — село у повіті Муреш в Румунії. Входить до складу комуни Бахня.
Село розташоване на відстані 250 км на північний захід від Бухареста, 20 км на південний захід від Тиргу-Муреша, 79 км на південний схід від Клуж-Напоки, 119 км на північний захід від Брашова.

## Населення
За даними перепису населення 2002 року у селі проживали 193 особи.
Національний склад населення села:
| Національність | Кількість осіб | Відсоток |
| -------------- | -------------- | -------- |
| румуни         | 152            | 78,8%    |
| цигани         | 37             | 19,2%    |

Рідною мовою назвали:
| Мова      | Кількість осіб | Відсоток |
| --------- | -------------- | -------- |
| румунська | 152            | 78,8%    |
| циганська | 37             | 19,2%    |